# Cantón de Saint-Étienne-de-Lugdarès
El cantón de Saint-Étienne-de-Lugdarès era una división administrativa francesa, que estaba situada en el departamento de Ardecha y la región de Ródano-Alpes.

## Composición
El cantón estaba formado por ocho comunas:
- Borne
- Cellier-du-Luc
- Laval-d'Aurelle
- Laveyrune
- Le Plagnal
- Saint-Alban-en-Montagne
- Saint-Étienne-de-Lugdarès
- Saint-Laurent-les-Bains

## Supresión del cantón de Saint-Étienne-de-Lugdarès
En aplicación del Decreto nº 2014-148 de 13 de febrero de 2014, el cantón de Saint-Étienne-de-Lugdarès fue suprimido el 22 de marzo de 2015 y sus 8 comunas pasaron a formar parte del nuevo cantón de Thueyts.